# Gle Bunot
Gle Bunot är en kulle i Indonesien.   Den ligger i provinsen Aceh, i den västra delen av landet, 1 800 km nordväst om huvudstaden Jakarta. Toppen på Gle Bunot är 127 meter över havet.
Terrängen runt Gle Bunot är kuperad österut, men västerut är den platt. Havet är nära Gle Bunot åt sydväst. Runt Gle Bunot är det glesbefolkat, med 11 invånare per kvadratkilometer. I omgivningarna runt Gle Bunot växer i huvudsak städsegrön lövskog.